# Waiting
Waiting – trzeci singel z płyty Warning amerykańskiego zespołu punk rockowego Green Day.
Piosenka opowiada o mężczyźnie, który czekał, aby wyrazić swoją miłość i w końcu dostał swoją szansę.
Tekst utworu został napisany do melodii Petuli Clark („Downtown”).